# Tails (système d'exploitation)
Tails ou The Amnesic Incognito Live System est une distribution GNU/Linux axée sur la sécurité basée sur Debian qui a pour but de préserver la vie privée et l'anonymat.  Toutes les connexions réseau transitent soit à travers le réseau Tor, soit sont bloquées. Le système est conçu pour être démarré à partir d'un live DVD ou d'un live USB, et ne pas laisser de trace numérique sur la machine à moins qu'il soit explicitement autorisé à le faire. Le projet Tor pourvoit (en partie) à son développement.

## Historique
La première version de Tails fut livrée le 23 juin 2009 ; il s'agit de la suite spirituelle de Incognito, qui était basé sur la distribution GNU/Linux Gentoo. Le projet Tor finança en partie son développement. Tails a également reçu des fonds de Debian, de Mozilla, et de la Freedom of the Press Foundation.
Laura Poitras, Glenn Greenwald, et Barton Gellman ont déclaré que Tails était un outil important dans le cadre de leur travail avec le lanceur d'alerte Edward Snowden,,.
Le 3 juillet 2014, la chaîne de télévision allemande Das Erste rapporta que le programme de surveillance XKeyscore de la NSA contenait des règles pour cibler les personnes cherchant des informations sur Tails à l'aide d'un moteur de recherche, ou des visiteurs du site officiel. Un commentaire dans le code source de XKeyscore décrit Tails comme « un outil de communication recommandé par des extrémistes sur des forums extrémistes »,.
Le 28 décembre 2014, le journal allemand Der Spiegel a publié la présentation interne de la NSA datant de juin 2012 dans laquelle la NSA désigne Tails comme une des menaces majeures à sa mission, et son utilisation avec d'autres outils comme OTR, Cspace, RedPhone, et TrueCrypt comme une « catastrophe », menant à « une perte/un manque presque total d'informations sur les communications et la localisation d'une cible »,.
En 2017, Tails est seulement disponible pour l'architecture X86-64.
La version majeure 4.0, sortie le 22 octobre 2019, est décrite par les développeurs comme l'une de celles « introduisant le plus de changements depuis des années ». Outre le choix de nouveaux programmes par défaut, elle introduit notamment des améliorations de performances, avec un démarrage annoncé comme 20% plus rapide, une image disque réduite de 27 Mo, et des besoins en mémoire vive réduits de 250 Mo. Basée sur Debian 10, elle s'appuie sur le noyau Linux 5.3.2.

## Sécurité
Tails est reconnu comme étant un système d'exploitation particulièrement bien sécurisé, notamment grâce aux nombreuses précautions prises par le système du point de vue du hardware et du réseau. De surcroît, le code du système étant sous licence GPLv3+ (logiciel libre), celui-ci est entièrement ouvert au public et consultable en ligne. Cette pratique permet de réduire le risque de portes dérobées et/ou de code malveillant.
Cependant, la sécurité de Tails possède des faiblesses, souvent dues au hardware et non au logiciel à proprement parler. Par exemple Tails ne saurait protéger l'utilisateur si le matériel de l'ordinateur utilisé a été préalablement compromis, ou si son firmware l'a été. Enfin, certaines attaques comme les attaques par démarrage à froid parviennent à compromettre le système.

## Logiciels inclus
- GNOME, un environnement de bureau libre et convivial[19]

### Réseau
- Tor, un réseau anonymisant associé à l'interface graphique Vidalia ;
- NetworkManager, un outil de configuration simplifié de réseaux ;
- Tor Browser basé sur le navigateur web Mozilla Firefox, spécialement pré-configuré (traitement des cookies comme des cookies de session, et les extensions Torbutton, HTTPS Everywhere, NoScript et AdBlock Plus) ;
- Pidgin préconfiguré avec OTR ;
- OnionShare pour partager des fichiers anonymement ;
- Mozilla Thunderbird, un client de messagerie, qui prend en charge le chiffrement GnuPG des courriels avec Enigmail ;
- Liferea, un agrégateur de flux RSS, Atom, etc. ;
- Gobby, un éditeur de texte collaboratif ;
- Aircrack-ng, une suite de logiciels d'audit des réseaux sans fil ;
- Keyringer, pour partager et gérer des secrets en utilisant OpenPGP et Git depuis une ligne de commande.

### Bureautique
- LibreOffice, une suite bureautique ;
- GIMP et Inkscape pour la retouche d'images ;
- Scribus pour la PAO ;
- Audacity pour la manipulation de données audio ;
- Pitivi pour le montage vidéo non-linéaire ;
- PoEdit pour éditer les fichiers .po ;
- Simple Scan pour le support des scanners ;
- Brasero pour la gravure CD/DVD ;
- Sound Juicer pour ripper les CD ;
- Traverso pour la manipulation de données audio.

### Chiffrement et vie privée
- LUKS, standard de chiffrement de disque, et GNOME Disks (en), un utilitaire permettant de créer et utiliser des périphériques chiffrés, comme des clés USB par exemple ;
- GnuPG, l'implémentation d'OpenPGP par GNU adaptée aux courriers électroniques, au chiffrement des données et à leur signature ;
- Monkeysign, un outil permettant les échanges et signatures de clés OpenPGP ;
- PWGen, un outil en ligne de commande permettant de générer des mots de passe ;
- Shamir's Secret Sharing, un algorithme de cryptographie utilisant gfshare et ssss ;
- Florence, un clavier virtuel qui permet de contourner d'éventuels keyloggers physiques ;
- MAT, un outil d'anonymisation des métadonnées contenues dans les fichiers ;
- KeePassXC, un gestionnaire de mot de passe ;
- GtkHash, pour calculer les sommes de contrôle ;
- Electrum, portefeuille Bitcoin ;
- uBlock Origin, extension Firefox utilisée pour Tor dans le but de bloquer certains éléments des pages web, notamment les bannières publicitaires et la collecte de données de navigation.

### Anciens logiciels
- TrueCrypt un logiciel de chiffrement de partitions (n'est plus développé en mars 2016)[20] ;

## Versions
| Version | Date de sortie    |
| ------- | ----------------- |
| 0.7     | 7 avril 2011      |
| 0.7.1   | 30 avril 2011     |
| 0.7.2   | 13 juin 2011      |
| 0.8     | 21 septembre 2011 |
| 0.8.1   | 17 octobre 2011   |
| 0.9     | 11 septembre 2011 |
| 0.10    | 4 janvier 2012    |
| 0.10.1  | 30 janvier 2012   |
| 0.10.2  | 5 mars 2012       |
| 0.11    | 27 avril 2012     |
| 0.12    | 13 juin 2012      |
| 0.12.1  | 1er juillet 2012  |
| 0.13    | 18 septembre 2012 |
| 0.14    | 13 novembre 2012  |
| 0.15    | 28 novembre 2012  |
| 0.16    | 11 janvier 2013   |
| 0.17    | 25 février 2013   |
| 0.17.1  | 23 mars 2013      |
| 0.17.2  | 9 avril 2013      |
| 0.18    | 18 mai 2013       |
| 0.19    | 26 juin 2013      |
| 0.20    | 9 août 2013       |
| 0.20.1  | 19 septembre 2013 |
| 0.21    | 29 octobre 2013   |
| 0.22    | 22 décembre 2013  |
| 0.22.1  | 5 février 2014    |
| 0.23    | 19 mars 2014      |
| 1.0     | 29 avril 2014     |
| 1.0.1   | 10 juin 2014      |
| 1.1     | Juin 2014         |
| 1.1.1   | 2 septembre 2014  |
| 1.1.2   | 25 septembre 2014 |
| 1.2     | 16 octobre 2014   |
| 1.2.1   | 25 novembre 2014  |
| 1.2.2   | 15 décembre 2014  |
| 1.2.3   | 14 janvier 2015   |
| 1.3     | 24 février 2015   |
| 1.3.1   | 23 mars 2015      |
| 1.3.2   | 31 mars 2015      |
| 1.4     | 12 mai 2015       |
| 1.4.1   | 3 juillet 2015    |
| 1.5     | 11 août 2015      |
| 1.5.1   | 28 août 2015      |
| 1.6     | 22 septembre 2015 |
| 1.7     | 3 novembre 2015   |
| 1.8     | 15 décembre 2015  |
| 1.8.1   | 19 décembre 2015  |
| 1.8.2   | 11 janvier 2016   |
| 2.0     | 26 janvier 2016   |
| 2.1     | 13 février 2016   |
| 2.7     | 1er décembre 2016 |
| 2.9.1   | 14 décembre 2016  |
| 2.10    | 24 janvier 2017   |
| 4.0     | 22 octobre 2019   |